# Gonzalo Marín
Gonzalo Marín, alias "Chalo" (Antioquia, 1951~1952-Medellín, 25 de abril de 1990) fue un ciclista de ruta y criminal colombiano, quien también formó parte de la estructura criminal del Cartel de Medellín.

## Biografía
Durante la década de los 70 Marín se desempeñó como un destacado pasista y velocista alcanzando 2 podios en la Vuelta a Colombia y 5 victorias de etapa en esta competencia, así como podios y victorias de etapa en el Clásico RCN y en varias clásicas nacionales. Igualmente el ciclista representó a Colombia en diferentes campeonatos continentales, obteniendo medallas para su país y fue de los pocos ciclistas colombianos que corrieron durante la época en Europa en donde Marín obtuvo el segundo lugar en el Baby Giro (conocida posteriormente como Girobio y desde 2017 como Giro de Italia sub-23).
En algunas de las competiciones nacionales en las cuales compitió Marín, éste lo hizo en representación de equipos financiados por el entonces político y posteriormente reconocido capo del narcotráfico Pablo Escobar, entre los que se resalta el equipo Bicicletas Ositto patrocinado por la fábrica de bicicletas del mismo nombre y que previamente había sido creada por el capo en conjunto con su hermano Roberto Escobar (alias Osito), quien fue ciclista competitivo y para la época se desempeñaba como entrenador de ciclismo.

### Palmarés ciclistico
| 1970 - 1 etapa de la Clásica "Domingo a Domingo" 1972 - 1 etapa del Clásico RCN - 3º en la Vuelta a Colombia, más la clasificación de los novatos 1973 - 1 etapa de la Vuelta a Antioquia - 2º en el Clásico RCN 1974 - Clasificación de las metas volantes en la Vuelta a Antioquia - 2º en el Clásico RCN, más 3 etapas - 2º en el Baby Giro - Clasificación por puntos en el Clásico Polímeros Colombianos - 3º en prueba de ruta en el Campeonato Panamericano de Ciclismo 1975 - Cruce de Los Andes, más la clasificación de la montaña y 3 etapas - 1 etapa de la Vuelta a Colombia | 1977 - Vuelta a Antioquia, más la clasificación de la montaña y 2 etapas - 2º en prueba de ruta de los Juegos Bolivarianos 1978 - 3º en la Vuelta a Colombia, más la clasificación de la combinada, la regularidad y 2 etapas - 2º en prueba de ruta del Campeonato Panamericano de Ciclismo - 1 etapa de la Vuelta a Boyacá - 2º en prueba de ruta de los Juegos Centroamericanos y del Caribe - 1 etapa de la Vuelta a Cundinamarca 1979 - 1 etapa del Clásico RCN - 3º en prueba de ruta de en los Juegos Panamericanos 1980 - 4 etapas del Clásico RCN - 2 etapas de la Vuelta a Colombia |

### Actividad criminal
Pese a los conocidos nexos entre Marín y equipos ciclísticos financiados por Pablo y Roberto Escobar, la relación de Marín con el Cartel de Medellín solo saltó a la luz pública luego de que se publicaran los resultados preliminares de una investigación realizada por las autoridades colombianas en relación con el Atentado al edificio del DAS realizado el 6 de diciembre de 1989, en donde de acuerdo con la investigación, se determinó que Marín haciendo parte de la estructura criminal del Cartel de Medellín manejó el dinero y sirvió como soporte para los atentados realizados en Bogotá y en otras ciudades del país.
Gonzalo Marín fue brutalmente asesinado el 25 de abril de 1990, en hechos atribuidos y posteriormente reclamados por la organización criminal de Los Pepes (Perseguidos por Pablo Escobar), en una época oscura para Colombia, en la cual el ciclismo no estuvo exento de ser permeado por el fenómeno del narcotráfico y en el cual perdieron la vida varios pedalistas.